# ČD Cargo

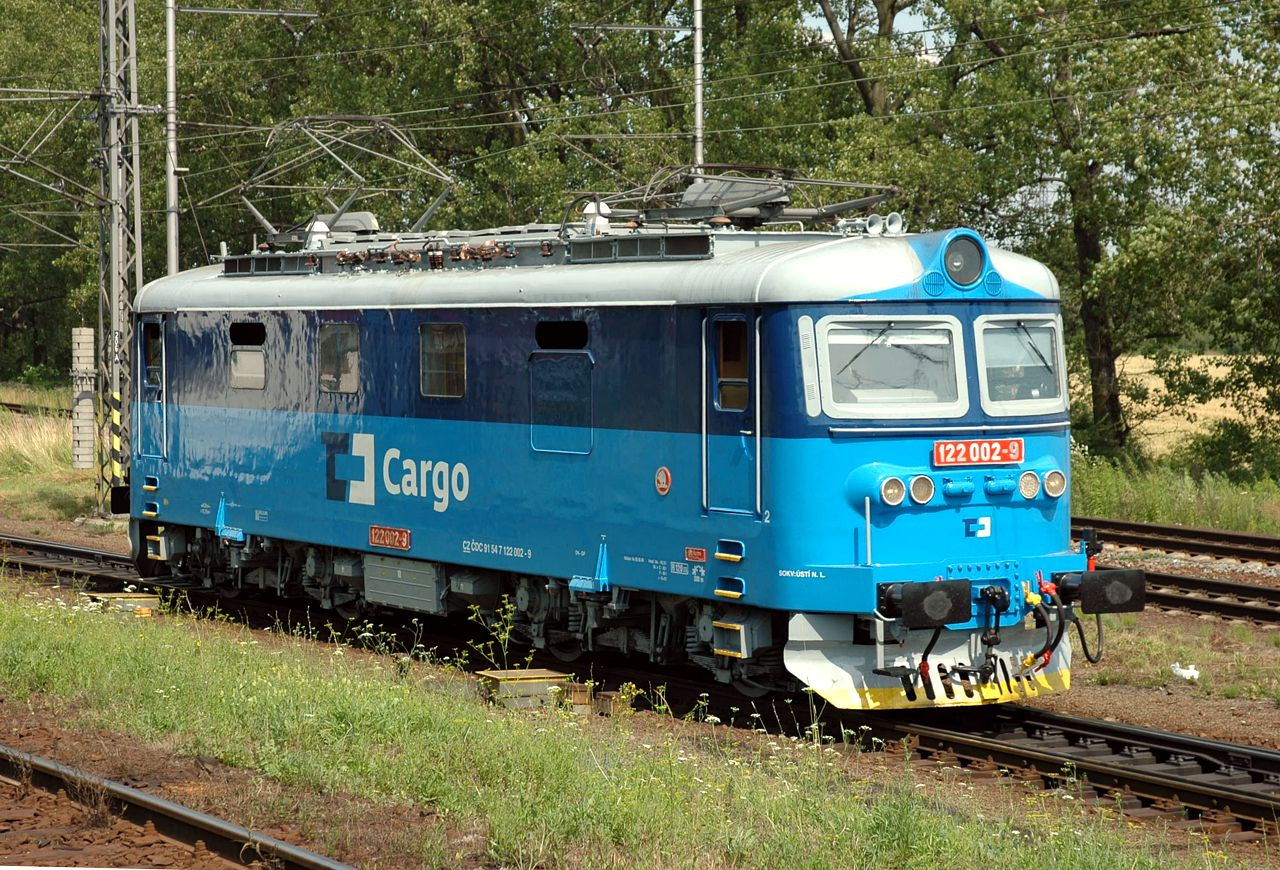
Lokomotywa serii 122 w malowaniu ČD Cargo

ČD Cargo, a.s. (VKM: ČDC) – największy (udział 88,77% w 2009 r.) czeski towarowy przewoźnik kolejowy. Spółka należy do grupy České dráhy. Przedsiębiorstwo powstało w 2007 r. wydzieleniem ze struktur spółki-matki České dráhy. Majątkiem nowo powstałej spółki zostało także 100% udziałów polskiego przewoźnika Koleje Czeskie.